# Карпачёв, Сергей Васильевич
Сергей Васильевич Карпачёв (1906—1987) — советский электрохимик.

## Биография
Родился 24 февраля (9 марта) 1906 года в Костроме.

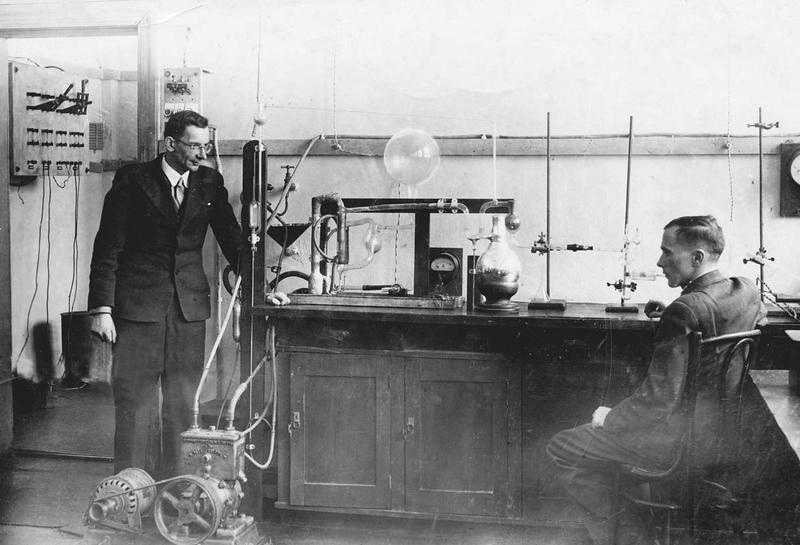
Профессор С. В. Карпачёв и аспирант М. В. Смирнов в лаборатории электрохимии расплавленных солей Уральского физико-технического института

Окончил УПИ имени С. М. Кирова (1930, одновременно с учёбой работал лаборантом).
В 1932—1948 годах зав. лабораторией электрохимии расплавленных солей УФТИ (Уральского физико-технического института). Одновременно в 1941—1948 годах зав. кафедрой физической химии, в 1946—1947 годах проректор по научной работе УрГУ имени А. М. Горького. Член ВКП(б) с 1944 года.
В 1949—1956 годах на научной работе по ядерной тематике.
В 1956—1963 годах ректор УрГУ имени А. М. Горького. В 1963—1977 годах — директор Института электрохимии УНЦ АН СССР. В 1965—1984 годах заведующий лабораторией электрохимической кинетики твёрдых электролитов.
Один из основателей советской школы высокотемпературной электрохимии. Член-корреспондент АН СССР (1970). Автор научных работ в области электрохимии расплавленных солей и твёрдых электролитов, многих изобретений.
Умер 9 апреля 1987 года в Свердловске. Похоронен на Северном кладбище.

## Награды и премии
- орден Ленина
- четыре ордена Трудового Красного Знамени
- орден «Знак Почёта»
- медали
- Сталинская премия (1950 и 1951)